# Andrena grossella
Andrena grossella là một loài Hymenoptera trong họ Andrenidae. Loài này được Grünwaldt mô tả khoa học năm 1976.